# Azul y no tan rosa
Azul y no tan rosa è un film drammatico venezuelano del 2012, diretto e scritto da Miguel Ferrari. Si tratta della prima pellicola cinematografica a forte tematica LGBT mai prodotta in Venezuela. Il film tratta di vari argomenti tra cui l'omosessualità, l'omofobia, l'anoressia, coming out, e l'aborto.

## Trama
Diego, fotografo di successo, viene chiamato da suo marito, Fabrizio il quale lo invita a un appuntamento per dargli una sorpresa. All'incontro, che si tiene in un ristorante, i due incominciano a parlare dei propri lavori, soprattutto quello di Fabrizio, che è un medico. La sorpresa dell'uomo, si rivela essere una proposta: Andare a piantare una pianta di pino insieme a Mérida. Il marito accetta, ma solo dopo averlo baciato davanti a tutti coloro che risiedevano nel locale, per una donna che non smetteva di osservarlo. Recandosi all'appartamento del medico, quest'ultimo chiede a Diego di andare a convivere con lui, per formalizzare la loro coppia. Il fotografo, dopo alcune titubanze, decide di accettare. Il giorno, Diego fa un servizio fotografico a una modella, Paula, insieme allo stilista Elvys, fino a quando non arriva Perla Marina, un assistente del fotografo, che viene spesso picchiata dal suo ragazzo, Ivan. Successivamente il ragazzo cena con la sua famiglia, la quale non ha ancora fatto coming out. In televisione, parte un programma chiamato “Matrimoni gay e lesbiche, la fine del mondo?” in cui una donna intervista un giovane gay e un prete, affermando che i matrimoni tra persone dello stesso sesso non sono affatto accettati dalla chiesa, e che, anche il solo pensare a questo, è segno della depravazione e degradazione della società di oggi. La sorella, gli chiede di Fabrizio, e del perché non è sposato. L'uomo, risponde ironicamente che si sposerà con lui molto presto. Le cose, si complicano con la chiamata di Valentina, l'ex fidanzata di Diego. La ragazza dice che dovrà andare a Londra per un po' di tempo per il master, e che Armando, il figlio lei e del fotografo, dovrà stare con suo padre.
Diego e suo figlio Armando si incontrano. Il loro rapporto è freddo, aggravato dagli anni che hanno dovuto stare separati. Rimane perfino leggermente turbato quando ascolta la storia di Delirio, una transessuale amica del padre. Il ragazzo, tuttavia, è molto felice di vedere i nonni, lasciando un senso di rabbia e insoddisfazione al padre. Diego, parla del tutto con Fabrizio, il quale gli consiglia di parlare con il figlio, e con tutta la sua famiglia, del discorso finora evitato. La sera, Diego si trova in un locale gay insieme a Perla Marina, la quale ha lasciato Ivan, ma mentre assistono alla canzone di Delirio, Fabrizio viene aggredito da un gruppo omofobi. Il fotografo trova il corpo dell'amante e incosciente e, seguito da Perla Marina e Delirio, si reca in ospedale dove i medici riescono a stabilizzare l'uomo.
Dopo qualche giorno, Diego ha una discussione con il padre di Fabrizio, il quale dice che preferirebbe che suo figlio morisse piuttosto che andasse convivere con un altro uomo. Intanto Armando trova dei DVD Porno gay del padre, e scopre tutta la verità. I due hanno una discussione sul fatto di essere froci o meno, e Diego gli dà uno schiaffo, facendo poco dopo precipitare il ragazzo in camera sua. Successivamente, l'uomo, prima va dalla polizia, e riescono a scovare e arrestare l'uomo che ha malmenato Fabrizio, poi, si reca nella sua camera d'ospedale, e gli mette al dito, l'anello che gli avrebbe dato quella sera. Armando, conosce una ragazza su internet, ma si fa passare per uno dei modelli del padre. Quando Diego lo viene a sapere si infuria, ma la rabbia si trasforma in gioia quando riesce ad avere il primo discorso sensato col figlio; dando adrenalina al loro rapporto. La loro relazione si inclina, quando Diego, viene a sapere attraverso un show televisivo, che il figlio è malato di una patologia molto simile all'anoressia, ma ben presto la situazione si capovolgerà, e sarà Armando a consolare il padre, una volta che a quest'ultimo viene rivelato che Fabrizio è morto.
Diego non riesce ad affrontare la morte di Fabrizio, e da quel momento e come se anche la sua vita fosse finita. Decide di vendicarsi di coloro che hanno ucciso suo marito, usciti di prigione per mancanza di prove. Si dirige nel locale di Delirio, credendo che prima o poi gli omofobi sarebbero passati da quella parte, e aspetta silenziosamente il loro arrivo. Armando, timoroso di quello che potrebbe fare il padre, decide di andare anch'egli nel locale, ma viene fermato dagli stessi omofobi che hanno uccisi Fabrizio. Iniziano così a picchiarsi, e la finiranno soltanto dopo l'intervento sia di Diego, che non riesce ad uccidere l'omofobo, che di Delirio, che minaccia di uccidere tutti se si fossero fatti rivedere. I tre ritornano a casa sani e salvi, e ricevano la visita di Perla Marina, che – ritornata con Ivana – è stata picchiata di nuovo. Marina, domanda ad Armando se sta ancora chattando con Laura, la ragazza conosciuta su internet, il ragazzo risponde di sì, ma che abita a Mérida e che non intenzione di vederla. Diego, ricordando che in passato, aveva assecondato Fabrizio con il fatto di andare a piantare un albero di pino in quel paese, decide di andarci assieme al figlio, Delirio e Perla Marina.
Arrivati nel paesino, si scopre essere il compleanno di Armando. Diego, rivela al figlio cosa ha provato nel sapere che Valentina era incinta, e come è stato meraviglioso tenere tra le braccia un essere umano così piccolo e innocente. Perla Marina, rivela successivamente di essere incinta. Una stella cadente passa nel cielo stellato, e i quattro ragazzi esprimono un desiderio ciascuno. Successivamente i quattro si recano a una festa, dove è partecipe anche Laura. Armando riesce, grazie ai consigli del padre, a ballare con la ragazza conosciuta su internet, ma senza rivelarle la propria identità. Durante il tango, Delirio viene avvicinata da un misterioso uomo, che si rivela poi essere Fernando, un ragazzo di cui era innamorato profondamente quand'era giovane. Armando, bacia Laura, ma prima che le possa dire la verità, la ragazza sembra sapere già tutto, e si allontana dal ragazzo.  Il mattino seguente, Diego pianta il pino dove Fabrizio avrebbe voluto, sotto gli occhi di Delirio, Perla Marina e Armando, per poi stringersi in un abbraccio con quest'ultimo.
Parecchi mesi dopo, Armando riesce finalmente a superare i suoi problemi di anoressia, e si fidanza con una ragazza. Diego, insieme al suo amico Cristobal, riescono a intrappolare gli omofobi che hanno maltrattato tantissimi omosessuali. Perla Marina lascia definitivamente Ivan, e quando il bambino nasce, decide di chiamarlo Fabrizio. Delirio, sostituisce lo show che umiliava e discriminava le minoranze etniche per aprirne uno nuovo: Le notti di Delirio, un programma sulla diversità. Durante il commovente discorso iniziale della ragazza, Diego fa saliere a casa sua Cristobal. È tornato finalmente a vivere.